# Juan Boscán Almogávar
Juan Boscán Almogávar (* um 1490 in Barcelona; † 1542 ebenda, katal. Namensschreibweise Joan Boscà i Almogàver) war ein spanischer Dichter. Durch seine Italienreise brachte er den neueren italienischen Stil nach Spanien. Er orientierte sich an Dante und Francesco Petrarca.

## Leben
Er entstammte dem aufstrebenden katalanischen Bürgertum und lebte am Hofe der Katholischen Könige. Außerdem wirkte er als Erzieher des Herzogs von Alba. In offizieller Mission unternahm er eine Reise nach Italien, auf der er Garcilaso de la Vega kennenlernte; mit diesem verband ihn eine lebenslange Freundschaft.
Boscán übersetzte 1534 das höfische Benimmbuch Il Cortegiano von Baldassare Castiglione aus dem Italienischen ins Spanische, was weitreichende Auswirkungen auf die Entwicklung der spanischen Lyrik haben sollte.

## Werk
- Las obras (postum 1543): hauptsächlich Sonette und Kanzonen in italienisierendem Stil

## Sekundärliteratur
- Lorenzo, Javier: „Nuevos casos, nuevas artes“: Intertextualidad, autorrepresentación e ideología en la obra de Juan Boscán (= Currents in Comparative Romance Languages and Literatures. Band 158). Peter Lang, New York, NY 2007 (englisch).
- Paul Joseph Lennon: Monsters, Myths, and Masculinities in Boscán’s Respuesta a Don Diego de Mendoza. In: Modern Languages Open. Vol. 1, 2023, doi:10.3828/mlo.v0i0.421 (englisch).